# Ржавоголовый чёрный трупиал
Ржавоголовый чёрный трупиал (лат. Chrysomus ruficapillus) — вид птиц рода Chrysomus семейства трупиаловых. Выделяют два подвида.

## Описание
У представителей этого вида присутствует половой диморфизм. Общий признак самца и самки — прямой тёмный клюв с острым кончиком и тёмные ноги. У самца голова и горло каштанового цвета, остальная часть тела глянцево-чёрная; у птиц в южной части ареала голова темнее, чем у птиц на севере. Верхняя часть тела самки тёмно-оливково-коричневая со слегка чёрными прожилками, нижняя часть тела такого же цвета, но более бледная.

### Голос
Голос состоит из различных трелей и свистов, песня представляет собой длинное «чри-чри-чуррр».

## Размножение
Ржавоголовые чёрные трупиалы строят гнезда на рисовых полях, когда растения начинают цвести; таким образом, фенология размножения птиц определяется датой посева риса. Размер кладки в среднем составляет 2,5 яйца, и размер кладки имеет тенденцию уменьшаться по мере удаления гнезд от воды. Инкубация продолжается в среднем 12,9 дня, вылупление асинхронное. Продолжительность периода нахождения птенцов в гнезде варьируется от 12 до 17 дней (в среднем 13,9 дня).

## Ареал и среда обитания
Встречается в Аргентине, Боливии, Бразилии, Французской Гвиане, Парагвае и Уругвае на высоте до 850 метров. Естественные места обитания — вблизи воды, на болотах, лугах, рисовых полях и пастбищах

## Подвиды
Выделяют два подвида:
- C. r. frontalis (Vieillot, 1819)
- C. r. ruficapillus (Vieillot, 1819)

## Охранный статус
Популяция данного вида стабильна.

## Продолжительность поколения
Продолжительность поколения составляет 4,6 года.